# Mareuil-sur-Lay-Dissais
 Mareuil-sur-Lay-Dissais  es una población y comuna francesa, en la región de Países del Loira, departamento de Vendée, en el distrito de La Roche-sur-Yon y cantón de Mareuil-sur-Lay-Dissais.

## Demografía
| 1779 | 1773 | 1831 | 2012 | 2207 | 2277 |
| Para los censos de 1962 a 1999 la población legal corresponde a la población sin duplicidades (Fuente: INSEE [Consultar]) |      |      |      |      |      |